# Hannah Diamond (cantante)
Hannah Amond (20 de junio de 1991), conocida profesionalmente por su nombre artístico Hannah Diamond, es una cantante, cantautora, fotógrafa y artista visual británica. Está suscrita en el sello PC Music de AG Cook desde 2013, comenzando con su sencillo debut " Pink and Blue ". Su música y arte visual emplea una estética de hiperrealidad, ternura fuertemente creada artificialmente en tensión con sinceridad de la misma realidad. Su álbum debut, Reflections, fue lanzado en 2019. Diamond también ha producido obras de arte visuales y materiales promocionales para otros artistas y publicaciones siendo una artista polifacética.

## Carrera musical

### 2012-2015: comienzos
Diamond conoció a GFOTY gracias a un amigo, y GFOTY le presentó a AG Cook. Después de que un vocalista no se presentara a una sesión con Cook, los dos trabajaron en su primera colaboración musical al Diamond reemplazar al vocalista faltante. En 2012, grabaron la primera canción de Diamond como artista independiente, titulada "Attachment". Diamond lanzó su sencillo debut " Pink and Blue " a través del sello PC Music en octubre de 2013. La canción se asemeja a una canción de cuna, con una calidad duramente sintética. La atención recibida por "Pink and Blue" y su recepción ayudó a presentar el sello incipiente, y se ubicó en el quinto lugar en la lista de la revista Fact de "Las 100 mejores pistas de la década hasta ahora".
El enero siguiente, Diamond apareció en "Keri Baby" de AG Cook. La canción jugaba con la idea de Diamond como un archivo MP3 o una entidad digital en una pantalla. Diamond hizo su primera presentación en vivo en abril, en Basement en Londres. Lanzó "Attachment" como su segundo sencillo más tarde ese mes. "Attachment" es una balada melancólica sobre las relaciones modernas, con una melodía aguda respaldada por armonías ridículas.
El tercer sencillo en solitario de Diamond, "Every Night", se lanzó en noviembre de 2014 y se convirtió en el primer sencillo de PC Music disponible a través de iTunes Store irrumpiendo así en la industria musical mainstream.  La canción habla sobre los sentimientos de deseo y muestra una personalidad más audaz que las canciones anteriores de Diamond. Su voz es infantil y entrecortada, apoyada por armonías "oh-ooh-oh". La producción generó comparaciones con La Bouche y " Call Me Maybe " de Carly Rae Jepsen. "Every Night" recibió casi 200.000 reproducciones en SoundCloud en dos semanas y se convirtió en la primera canción de Diamond en aparecer en una lista de Billboard, alcanzando el puesto 28 en la lista de artistas emergentes.
En marzo de 2015, Diamond fue a los Estados Unidos para tocar en la presentación de PC Music en el Empire Garage en Austin, Texas, como parte de SXSW. Su actuación fue muy bien recibida y The Guardian la calificó como una "actuación bien elaborada, tanto sobre la estética y la coreografía como sobre las canciones del campamento " y, según Flavorwire, fue "la que más impresionó". El 8 de mayo de 2015, Diamond actuó como parte de un espectáculo de PC Music en BRIC House en Brooklyn, Nueva York, como parte del Festival Red Bull Music Academy. El programa fue anunciado como el estreno de Pop Cube, "una red de realidad multimedia". En noviembre de 2015, Diamond lanzó su canción "Hi" con un video musical realizado en conjunto con la revista iD. Después de tener los recursos para producir su primer video musical, seleccionó "Hi" como una "forma de unir mi material anterior y una buena manera de presentar mi próxima fase". Diamond había comenzado a grabar un álbum de larga duración, originalmente planeado para su lanzamiento en 2015.

### 2016-2021:Reflections
En febrero de 2016, Hannah Diamond colaboró con Charli XCX en una nueva pista titulada "Paradise", que apareció en el Vroom Vroom EP de XCX producido por Sophie, el primer lanzamiento del sello Vroom Vroom Recordings de XCX. Según la cantante, el sello combinará su "amor por el bubblegum pop con el misterio y la oscuridad". En octubre de ese año, Diamond lanzó el nuevo sencillo "Fade Away" con un video con letra a través de PC Music. El 22 de diciembre de 2016, Diamond lanzó un sencillo gratuito, "Make Believe", que fue producido por easyFun y AG Cook.
El 13 de diciembre de 2017, lanzó un nuevo mixtape, Soon I won't see you at all, que contiene tres pistas nuevas, una de las cuales es una versión de "Concrete Angel" de Gareth Emery. Se puso a disposición en YouTube para su transmisión con un enlace a un archivo ZIP de la mezcla en la descripción. El 16 de noviembre de 2018, Diamond lanzó "True", que es el sencillo principal de su álbum debut Reflections.
El 17 de septiembre de 2019, Diamond lanzó la canción "Part of Me" con Danny L Harle. Poco más de un mes después, el 30 de octubre, Diamond lanzó el sencillo "Invisible" con el video musical que lo acompaña. Con este lanzamiento, también anunció la fecha de lanzamiento de Reflections y reveló la carátula del álbum. El 13 de noviembre, Diamond lanzó otro sencillo previo al lanzamiento de su álbum, titulado "Love Goes On" . La canción fue lanzada con un video musical que la acompaña.
El 31 de octubre de 2019, anunció su primera gira como cabeza de cartel "The Invisible Tour" y agregó nuevas fechas el 1, 4 y 28 de noviembre de 2019. La gira comenzó el 4 de diciembre de 2019. El 22 de noviembre de 2019, se lanzó su álbum debut Reflections y la lista de canciones se reveló el día anterior. El 5 de febrero de 2020, anunció que será el acto de apertura en 4 espectáculos del  Dedicated Tour de Carly Rae Jepsen. El álbum de remezclas Reflections se lanzó en abril de 2020, y el vinilo se lanzó a principios de 2020.
En 2020, Diamond apareció en el remix de "Never Stop" de 100 Gecs junto al rapero estonio Tommy Cash, y apareció en los dos álbumes de AG Cook de 2020, 7G y Apple. En 2021, Diamond apareció en el sencillo de Danny L Harle, "Boing Beat", de su álbum debut Harlecore, y apareció en el remix de "The Darkness" de AG Cook, junto a Sarah Bonito de Kero Kero Bonito. Apareció en el mixtape Unlimited Ammo debut de su compañero de agencia Namasenda en octubre de 2021, y diseñó gran parte del arte del álbum y el sencillo del proyecto.

## Arte Visual
Al crecer, Diamond siguió el trabajo de fotógrafos de moda como Mert y Marcus, David LaChapelle y Nick Knight. Estudió comunicación de moda y estilismo, y sus primeros trabajos se centraron en las celebridades de Internet. Es miembro de Diamond Wright, que ha realizado imágenes promocionales para QT, la marca de ropa de látex Meat y la artista de PC Music Princess Bambi.  En 2015, fotografió a Charli XCX en campañas comerciales globales para Boohoo y Lynx Impulse. Antes de fundar PC Music, Diamond trabajó con Cook en material de marketing para la marca de maquillaje Illamasqua. También ha trabajado como coeditora y directora de fotografía de LOGO Magazine. 
Citó las imágenes futuristas del video musical " Waterfalls " de TLC como influyentes por su énfasis en la tecnología. La música de Diamond a menudo se inspira en imágenes de alta definición y campañas de moda. Cook la describe como una artista "en control de [su] propia imagen", destacando la participación de Diamond en la producción del material promocional. Su obra de arte de las carátulas de sus álbumes utiliza muchos retoques fotográficos para producir versiones antinaturales e hiperreales de sí misma. Las portadas muestran a Diamond frente a espacios vacíos unidimensionales. Sus atuendos están influenciados por el streetwear londinense y es conocida por usar su característica chaqueta acolchada rosa pastel. En enero de 2016, Diamond apareció en la portada de OKgrl, una nueva plataforma en línea creada por el estilista Louby Mcloughlin y DVTK, los ex directores digitales de la marca de moda Kenzo. Diamond también ha pasado tiempo diseñando tipos de letra, incluida una nueva fuente que apareció en el video con la letra de su canción, "True".
Como fotógrafo, el trabajo de Diamond incluye una portada de 2018 para DIY, con Olly Alexander de Years & Years. En lo que va de 2019, Diamond ha fotografiado para la campaña Primavera/Verano 2019 de Sophia Webster, el artículo de portada del segundo número de la revista francesa Jalouse, que presenta al rapero de Migos, Offset, y además ha fotografiado una L 'Editorial oficial de Charli XCX promocionando su nuevo disco Charli.
En 2020, Diamond asumió el cargo de director creativo de la banda británica de pop alternativo Sundara Karma. Junto con el líder de la banda, Oscar Pollock, codirigió el video musical de su sencillo "Kill Me", e hizo una serie de gráficos promocionales, incluida la carátula del sencillo. Las tomas de su colaboración visual también aparecieron en la portada de la revista DIY en 2019.

## Discografía

### Álbumes de estudio
| Título      | Detalles del álbum                                                                                          |
| ----------- | --- |
| Reflections | - Lanzamiento: 22 de noviembre de 2019 - Disquera: PC Music - Formatos: LP, CD, descarga digital, streaming |

### Extended Plays (EP)
| Título                                    | Detalles del álbum                                                                              |
| ----------------------------------------- | ----------------------------------------------------------------------------------------------- |
| Reflections Remixes                       | - Lanzamiento: 22 de abril de 2020 - Disquera: PC Music - Formatos: Descarga digital, streaming |
| Reflections Hard Drive (Acceso Exclusivo) | - Lanzamiento: 24 de noviembre de 2020 - Disquera: PC Music - Formatos: Descarga digital        |

### Sencillos

#### Como artista principal
| Título                                                   | Año  | Álbum              |
| -------------------------------------------------------- | ---- | ------------------ |
| " Pink and Blue "                                        | 2013 | Sencillo sin álbum |
| "Attachment"                                             | 2014 | PC Music Volume 1  |
| "Every Night"                                            | 2014 | PC Music Volume 1  |
| "Hi"                                                     | 2015 | PC Music Volume 2  |
| "Fade Away"                                              | 2016 | Reflections        |
| "Make Believe"                                           | 2016 | Reflections        |
| "True"                                                   | 2018 | Reflections        |
| "Part of me" (con Danny L Harle)                         | 2019 | Sencillo sin álbum |
| "Invisible"                                              | 2019 | Reflections        |
| "Love Goes On"                                           | 2019 | Reflections        |
| "The Darkness" (Remix) (con A. G. Cook and Sarah Bonito) | 2021 | Apple vs. 7G       |
| "Staring at the Ceiling"                                 | 2022 | PC Music Volume 3  |

#### Como artista invitado
| Título                                                       | Año  | Álbum              |
| ------------------------------------------------------------ | ---- | ------------------ |
| "Keri Baby" (AG Cook con Hannah Diamond)                     | 2014 | PC Music Volume 1  |
| "Drop FM" (AG Cook con Hannah Diamond)                       | 2015 | Sencillo sin álbum |
| "All I Need"(Umru, Fraxiom y Tony Velour con Hannah Diamond) | 2022 | comfort noise      |

### Otras apariciones
| Título                                   | Año  | Otro(s) artista(s)                                | Álbum                           |
| ---------------------------------------- | ---- | ------------------------------------------------- | ------------------------------- |
| "Close your eyes                         | 2013 | A.G. Cook                                         | Nu Jack Swung                   |
| "What I Mean"                            | 2014 | A.G. Cook                                         | Sencillo sin álbum              |
| "Paraíso"                                | 2016 | Charli XCX                                        | Vroom Vroom                     |
| "Fuera de mi cabeza REMIX"               | 2017 | AG Cook, Mykki Blanco, Dorian Electra, Tommy Cash | Sencillo sin álbum              |
| "Mundo 3D genial"                        | 2018 | tommy efectivo                                    | ¥€$                             |
| Never Stop (Remezcla)"                   | 2020 | 100 gecs, Tommy Cash                              | 1000 gecs and the Tree of Clues |
| "Acid Angel"                             | 2020 | A. G. Cook                                        | 7G                              |
| "DJ Every Night"                         | 2020 | A. G. Cook                                        | 7G                              |
| "Alright"                                | 2020 | A. G. Cook                                        | 7G                              |
| "The Darkness"                           | 2020 | A. G. Cook                                        | Apple                           |
| "Acoustic Angel"                         | 2020 | Appleville (Golden Ticket)                        | -                               |
| "¿ Dónde estás Navidad? "                | 2020 | Pop Caroler's Songbook                            |                                 |
| "Boing Beat"                             | 2021 | Danny L. Harle, MC Boing                          | arlecore                        |
| "Juega con mi corazón"                   | 2021 | Tetris Beat - Essentials, vol. 1                  |                                 |
| "Acero"                                  | 2021 | Namasenda                                         | Unlimited Ammo                  |
| "Candyboy (El brillo de Hannah Diamond)" | 2021 | Casey MQ                                          | babycasey: ultra                |
| "Mejor que eso"                          | 2021 | Erika de Casier, caro                             | The Sensational Remixes         |
| "Beso"                                   | 2022 | Himera                                            | Sharing Secrets                 |

## Tours

### Como artista principal
- The Invisible Tour (2019-2020)

### Acto de apertura
- Carly Rae Jepsen - The Dedicated Tour (2020)